# Norra skånska regementet
Norra skånska regementet (P 6/Fo 14) var ett pansarförband inom svenska armén som verkade i olika former åren 1963–1994. Förbandsledningen var förlagd i Kristianstads garnison i Kristianstad.

## Historia

### Bildandet
Norra skånska regementet (P 6) bildades den 1 april 1963, genom att Norra skånska infanteriregementet (I 6) omorganiserades till ett pansarregemente.
I samband med försvarsbeslutet 1958 beslutade riksdagen att åtta pansarbrigader med nya stridsfordon skulle organiseras inom armén. Beslutet ändrades av ekonomiska skäl i augusti 1960 till att endast omfatta sju pansarbrigader. Vilket infanteriregementet som skulle få den sjunde brigaden var en kamp som kom att stå mellan Norra skånska infanteriregementet (I 6) och Älvsborgs regemente (I 15). Med tanke på att Älvsborgs regemente sedan 1949 utbildat pansarinfanteri till både Älvsborgsbrigaden (PB 5) och Skaraborgsbrigaden (PB 9) borde regementet legat närmst till hands. Dock meddelade arméchefen Thord C:son Bonde den 9 januari 1962 att Norra skånska infanteriregementet skulle omorganiseras till pansarregemente och att PB 5 skulle avvecklas som pansarbrigad senast 1968. Att det blev Norra skånska regementet som omorganiserades till pansarregemente berodde till stor del på att Älvsborgs regementes övningsfält inte lämpade sig för stridsfordonsutbildning.
Från början var det tänkt att Skånebrigaden (IB 37) vid Norra skånska infanteriregementet skulle omorganiseras till pansarbrigad och få beteckningen PB 37, samt att en fjärde pansarbrigad i Skåne skulle få beteckningen PB 26. Dock föll förslaget på att Skånebrigadens mobiliseringsområde låg öster om Ringsjön och med det för långt ifrån regementet i Kristianstad. Någon fjärde pansarbrigad kom aldrig att sättas upp, utan det blev Kristianstadsbrigaden (IB 26) som omorganiserades till pansarbrigad PB 26. Anledning till att brigaden ej blev PB 6 var att den beteckningen redan var upptagen av Blåa brigaden (PB 6).

### OLLI-reformen
I samband med OLLI-reformen, vilken genomfördes inom försvaret åren 1973–1975, bildades A-förband samt B-förband. A-förbanden var regementen som tillfördes ansvaret för ett försvarsområde och betecknades som försvarsområdesregemente. Dessa tillfördes samtidigt mobiliserings- och materialansvaret inom försvarsområdet. Detta medförde att de arméförband som ingick i ett försvarsområde kom att bli ett B-förband (utbildningsregemente). I Skåne, på Västkusten och i Norrbotten gjordes vissa avsteg från den principiella organisation, det vill säga att ett försvarsområdesregemente tilldelades det samlade mobiliseringsansvaret inom försvarsområdet.
I Skåne gjordes avsteget inom Kristianstads försvarsområde (Fo 14), vilket var ett försvarsområde med två brigadproducerande regementen. Norra skånska regementet sammanslogs med försvarsområdesstaben och blev försvarsområdesregemente (A-förband), samt tillfördes mobiliserings- och förvaltningsansvar över Wendes artilleriregemente (A 3). Skånska dragonregementet (P 2), som var det andra brigadproducerande regementet inom försvarsområdet, blev ett utbildningsförband (B-förband), men bibehöll sitt eget mobiliseringsansvar men tillfördes samtidigt mobiliserings- och förvaltningsansvar över Skånska trängregementet (T 4). Den 1 juli 1975 trädde regementet in i den nya organisationen som ett försvarsområdesregemente.

### 1974 års regeringsform
I samband med att 1974 års regeringsform trädde i kraft den 1 januari 1975, ändrades namnet från Kungliga Norra skånska regementet till enbart Norra skånska regementet. Samtidigt fråntogs Konungen den formella rollen som högste befälhavare för krigsmakten, vilket även kom att gälla rollen som förbandschef över gardesförbanden.

### Försvarsbesluten
Inför försvarsbeslutet 1977 hade Försvarets fredsorganisationsutredning (FFU) utrett olika alternativ om arméns fredsorganisation i Skåne. Bland annat konstaterades utredningen att samtliga förband inom pansartrupperna hade överskott på förläggningsplatser. Dock konstaterades samtidigt att Skånska dragonregementet (P 2) och Norrbottens pansarbataljon (P 5) inte nådde upp till den värnpliktsstyrka som enligt FFU borde vara ett riktvärde för utbildningen vid pansartrupperna. Utredningen hade även studerat möjligheten att minska pansartrupperna i Skåne med ett regemente. Syftet var att samla utbildning på skilda stridsvagnstyper till ett förband, detta då Norra skånska regementet (P 6/Fo 14) utbildade värnpliktiga på Centurion-stridsvagnar medan Skånska dragonregementet (P 2) och Södra skånska regementet (P 7/Fo 11) utbildade värnpliktiga på Stridsvagn S.
Av de olika alternativen som FFU hade studerat var det speciellt ett alternativ som berörde Norra skånska regementet, där det föreslogs att Skånska dragonregementet skulle avvecklas och att Skånska luftvärnskåren omlokaliserades till Kristianstad, för att där samlokaliseras med Norra skånska regementet. Med förslaget skulle Skånska dragonregementets mobiliseringsansvar överföras, samt infanteriutbildning vid Södra skånska regementet (P 7/Fo 11) för fristående skyttebataljoner överföras till Norra skånska regementet. I FFU:s slutgiltiga ställningstaganden stod det mellan handlingsväg 1 (pansarutbildningen i Ystad avvecklas och Lv 4 flyttas dit) och handlingsväg 2 (P 2 läggs ned och Lv 4 flyttas till Kristianstad). Försvarets fredsorganisationsutredning föredrog handlingsväg 1, då återverkningarna på sysselsättningen i Hässleholm vägde tungt i deras samlade bedömning. Detta var även den handlingsväg som riksdagen beslutade om, och som sedan verkställdes under 1982.
Inför försvarsbeslutet 1982 berördes Norra skånska regementet återigen då försvarskommittén föreslog att pansarutbildningen i Skåne skulle koncentreras till två platser, Södra skånska regementet (P 7/Fo 11) i Revingehed och Norra skånska regementet (P 6/Fo 14) i Kristianstad. Överbefälhavarens förslag var att samlokalisera Skånska trängregementet (T 4) med Skånska dragonregementet där en del av Skånska trängregementets grundutbildningskontingent, exempelvis de värnpliktiga som utbildas i sjukvård, skulle förläggas till Kristianstad. Försvarsminister Torsten Gustafsson kom att gå på överbefälhavarens linje och föreslog för riksdagen att Skånska trängregementet senast 1987 skulle vara samlokaliserat med Skånska dragonregementet.
I försvarsutredning 1988 föreslog försvarsminister Roine Carlsson i sin proposition att överföra regementets brigad, Kristianstadsbrigaden, till Revingehed och där utbilda och omsätta två brigader. Den kvarvarande verksamheten vid Norra skånska regementet skulle då samlokaliseras med Wendes artilleriregemente i Norra Åsum. Inför regeringens förslag hade det övervägts att avveckla Skånska dragonregementet (P 2). Vad som var till Skånska dragonregementets fördel var att regeringen ansåg att utvecklingsmöjligheterna på sikt bedömdes vara mindre vid Norra skånska regementet (P 6/Fo 14) i Kristianstad än vid Skånska dragonregementet (P 2) i Hässleholm. Södra skånska regementet (P 7/Fo 11) hade undantagits, då det ansågs att det gick att utbilda två brigader vid P 7 i Revingehed. I december 1989 antog riksdagen regeringens proposition, dock kom aldrig riksdagen att besluta något om Norra skånska regementet och Kristianstadsbrigaden utan istället överlät riksdagen ett eventuellt beslut till regeringen.
I försvarsbeslutet 1992 fastställde Regeringen Carl Bildt det som Regeringen Carlsson II hade föreslagit riksdagen inför försvarsutredning 1988, det vill säga att Norra skånska regementet (P 6/Fo 14) skulle avvecklas. Bakgrunden var att även försvarsminister Anders Björck ansåg i sin proposition att produktionen av pansar- och mekaniserade brigader i södra Sverige kunde tillgodoses inom ramen för två regementen, det vill säga Skånska dragonregementet (P 2) och Södra skånska regementet (P 7/Fo 11). I regeringens samlade bedömningen ansågs Skånska dragonregementet ha en bättre tillgång till övningsfält, utvecklingsmöjligheter och bättre ekonomiska faktorer jämfört med Norra skånska regementet. Avvecklingen av Norra skånska regementet medförde att försvarsområdesstaben överfördes till Skånska dragonregementet i Hässleholm. Vidare beslutades att Wendes artilleriregemente skulle samlokaliseras med Skånska dragonregementet i Hässleholm.
Avvecklingen av regementet påbörjades den 1 juli 1992. Mellan den 31 januari 1993 och 1 februari 1993 gick regementet sin sista högvakt vid Stockholms slott. Den 14 maj 1993 genomfördes en avskedsparad genom Kristianstad, vilken följdes i samma månad med den sista utryckningen, Mucken, vid regementet. Sommaren 1993 genomfördes en avtackning av regementets personal. Den 1 juli 1993 kvarstod endast delar av regementet, till exempel försvarsområdesstaben.
Den 30 juni 1994 avvecklades Norra skånska regementet och den 1 juli 1994 omorganiserades Skånska dragonregementet från ett utbildningsregemente till ett försvarsområdesregemente och fick det samlade mobiliseringsansvaret inom Kristianstads försvarsområde (Fo 14) vilket markerades med det nya namnet Norra Skånska dragonregementet (P 2/Fo 14).

## Ingående enheter

### Kristianstadsbrigaden
Kristianstadsbrigaden (PB 26) bildades 1949 som en infanteribrigad. Och har sitt ursprung ur det fältregemente som sattes upp genom försvarsbeslutet 1942. Då infanteriregementena satte upp fältregementen och dubbleringsregementen kom Norra skånska regementet organisera två stycken fältregementen (krigsförband), Norra skånska regementet (I 6) och Kristianstads regemente (I 36). Genom försvarsbeslutet 1948 infördes brigader i hela armén, vilket medförde att armén renodlades till två brigadtyper, infanteribrigader och pansarbrigader. Vid Norra skånska regementet kom dock endast ett fältregementet att omorganiseras till infanteribrigad, då Kristianstads regemente (I 36) avvecklades. Brigaden var vid den tiden regementets enda brigad och fick beteckningen IB 26, och kom att organiseras efter förbandstyperna IB 49, IB 59. I samband med att brigaden blev pansarbrigad 1963 fick den nya beteckningen PB 26. Brigaden avvecklades tillsammans med regementet den 30 juni 1994. 2. mekaniserade bataljonen vid brigaden överfördes efter avvecklingen till Södra skånska brigaden (MekB 7)

### Kristianstads försvarsområde
Kristianstads försvarsområde (Fo 14) bildades den 1 oktober 1942 och hade inledningsvis sin stab i Karlshamn. Försvarsområdet omfattade geografiskt Kristianstads län. Den 9 oktober 1942 omlokaliserades stagen till Kristianstad. Den 9 oktober 1966 omlokaliserades staben till Stora kronohuset i Kristianstad. I samband med att Norra skånska regementet avvecklades den 30 juni 1994, överfördes försvarsområdesstaben den 1 juli 1994 till Skånska dragonregementet i Hässleholm. Den 1 januari 1998 antogs namnet Skånes försvarsområde (Fo 14), detta som en markering till att det andra försvarsområdet i Skåne, Malmö försvarsområde (Fo 11) avvecklades den 31 december 1997 som egen stab och uppgick Kristianstads försvarsområde den 1 januari 1998. Avvecklingen av Malmö försvarsområde gjordes på grund av den länsreform som skedde samma tid, då Skånes län bildades året innan. Försvarsområdet avvecklades den 30 juni 2000 genom försvarsbeslutet 2000.

### Arméns fotoskola
Arméns fotoskola (FotoS) (skolan gick under smeknamnet Ökenfortet) var en fack- och funktionsskola inom armén som bildades den 1 april 1957. Skolan utbildade årligen ett 20-tal fototekniker samt 40-50 arméfotografer. Skolans värnpliktiga tillhörde ett fredsförband som uppsatte ett krigsförband med ingående fotogrupper eller fototroppar. Den 30 juni 1974 upplöstes skolan.

### Mekanikerskolan
Mekanikerskolan (MekS) var en fack- och funktionsskola inom armén och en del av materielenhetens tekniska avdelning. Skolan bilades i Kristianstad i augusti 1984 och var förlagd till skolhuset, eller känd som byggnad 130. Skolan var organiserad på fyra utbildningslinjer, stridsfordonslinjen, tornlinjen, telelinjen och hjulfordonslinjen. Stridsfordonslinjen utbildade värnpliktiga, tekniska officerare och verkstadspersonal på Stridsvagn 104 samt Pansarbandvagn 302. Tornlinjen utbildade värnpliktiga (från P 4, P 6, P 10 och P 18), tekniska officerare och verkstadspersonal på vapensystemen på Stridsvagn 104, Pansarbandvagn 302 samt eldhandvapen. Telelinjen utbildade värnpliktiga värnpliktiga mekaniker inom hela Södra militärområdet. Hjulfordonslinjen var förlagd till Wendes artilleriregemente i Norra Åsum, och utbildade värnpliktiga mekaniker (från A 3, I 11, I 12, Ing 2, Lv 4 och P 6) på alla typer av terrängfordon.

### Utbildningskompanier
| 1970-talet 1. Livkompaniet Villands och Norra Åsbo 2. Östra Göinge och Harjager 3. Västra Göinge och Gärds 4. Södra Åsbo 5. Frosta (Utgick 1952, namnet överfördes till 9. komp) 6. Rönnebergs 7. Luggude 8. Onsjö och Frosta 9. Frosta (Utgick 1967) | 1990-talet 1. Livkompaniet (Befälsutbildning) 2. Norra Åsbo kompani (Stab och samband) 3. Västra Göinge kompani (Student- och senare skytteutbildning samt pansarspaningsutbildning) 4. Gärds kompani (Depå) 5. Ej använt 6. Rönnebergs kompani (Stridsvagnsutbildning) 7. Luggude kompani (Pansarskytteutbildning) 8. Onsjö kompani (Underhållstjänst) |

## Förläggningar och övningsplatser

### Förläggning
Under början av 1920-talet uppfördes ett nytt kasernetablissement i Kristianstad, etablissementet uppfördes efter 1901 års härordnings byggnadsprogram  efter Kasernbyggnadsnämndens andra serie av typetablissement för infanteriet. Regementet påbörjade sin inflyttning på kasernområdet i oktober 1920, och den 18 maj 1923 hölls en inflyttningsceremoni. Efter att regementet omorganiserades till ett pansarförband, kom ett flertal nya byggnader att uppföras i anslutning till kasernområdet, totalt kom 130-tal byggnader att uppföras. I samband med att regementet avvecklades, såldes hela området 1993 till Byggnadsstyrelsen, och 1994 lämnades området helt. Sedan 1995 huserar Högskolan Kristianstad inom det före detta kasernområdet.

### Övningsplatser
Regementets förvaltade tre skjut- och övningsplatser, Näsby fält, Ripafältet och Ravlunda skjutfält.

#### Näsby övningsfält
Näsby övningsfält förvaltades av Norra skånska infanteriregementet sedan 1914, och sedan 1 april 1963 av Norra skånska regementet. År 1950 kom övningsfältet att inlemmas med Wendes artilleriregementes exercisfält på Näsby och Norra Lingenäset. År 1966 köptes även Tvedegårdsområdet vilket inlemmades i övningsfältet. Vid anläggandet av övningsfältet bestod marken mestadels av sank jordbruksmark, vilket bland annat innebar att fältet fick dräneras samt att skog planterades på övningsfältet. Några kända exempel är en björkdunge som planterades 1927 vid Hjärte backe och pilallén som planterades 1928 vid Näsby gård. På övningsfältet fanns även tre skjutbanor. Fältet omfattade 625 hektar. Näsby övningsfält lämnades i samband med att regementet avvecklades och att Wendes artilleriregemente omlokaliserades 1994.

#### Ripa övningsfält
Ripa övningsfält förvaltades av regementet sedan 1 juli 1978, detta efter att man övertog förvaltningsansvaret från Skånska flygflottiljen (F 10). Fältet är ett gammalt krigsflygfält från andra världskriget. Ripafältet omfattade en areal på 120 hektar, och användes för utbildning i försvar och bevakning, samt förbandsutbildning i pluton och kompani utan bandfordon. Vidare användes fältet som utgångsplats för hjulfordon vid övningar på Rinkaby skjutfält. Efter att Norra skånska regementet avvecklades överfördes förvaltningen den 1 juli 1994 till Skånska dragonregementet, och den 1 juli 2000 till Södra skånska regementet. I december 2005 såldes hela fältet, efter att utgått ur Försvarsmaktens grundorganisation sommaren 2005.

#### Rinkaby skjutfält
Rinkaby skjutfält förvaltades av regementet sedan 1 juli 1981, detta efter att man övertog förvaltningsansvaret från Wendes artilleriregemente. Fältet omfattade en areal på 1690 hektar, varav pansarövningsfältet omfattar 790 hektar. Rinkaby skjutfält växte fram ur Rinkaby flygbas.  Genom en order från Södra militärområdet 1973, skulle fältet med hjulfordon få tillträdas den 1 april 1974, och den 1 april 1975 med bandfordon. Wendes artilleriregemente blev till en början förvaltningsmyndighet, och den 1 juli 1981 överfördes förvaltningen till Norra skånska regementet. Efter att Norra skånska regementet avvecklades överfördes förvaltningen den 1 juli 1994 till Skånska dragonregementet, och den 1 juli 2000 till Södra skånska regementet.

## Heraldik och traditioner
Regementets högtidsdag var den 13 september och gick under namnet "Döbelnsdagen" och högtidlighölls till minne av Slaget vid Jutas, vilket var ett slag i Finland 1808 mellan Sverige och Ryssland. De svenska styrkorna leddes av Georg Carl von Döbeln, som blev Norra skånska infanteriregementet första regementschef. Regementets valspråk "Ära, Skyldighet och vilja" var von Döbelns eget. Skånska dragonregementet förde traditionerna vidare från Norra skånska regementet, då regementet bland annat åren 1994–1997 antog namnet Norra skånska dragonregementet. Sedan den 1 juli 2000 är det Södra skånska regementet som för vidare regementets traditioner.
Innan Norra skånska infanteriregementet omorganiserades till ett pansarregemente och tilldelades beteckningen P 6, användes beteckningen P 6 inofficiellt av ett svenskt FN-förband i Kongo. Förbandet var ett mindre pansarbilsförband och kallade sig för P 6 Kongo och var en del av det svenska bidraget till FN:s fredsbevarande styrkor i Kongo (ONUC).

### Förbandsfanor
När regementet omorganiserades till pansarförband följde regementets fana från 1866 med. Dock så kom den att ersättas den 11 september 1971, då kronprisen Carl Gustaf överlämnade en ny fana. Fanan troppades vid regementet den 23 juni 1994 och deponerades därefter vid Skånska dragonregementet som från den 1 juli 1994.

### Kamratförening
Vid Norra skånska regementet bildades 1937 kamratföreningen Norra skånska regementets kamratförening, vilken är en ideell förening och har som syfte att vara en länk och samlingsplats mellan anställda eller värnpliktiga som tjänstgjort vid Norra skånska regementet och Kristianstadsbrigaden, vidare vårdar föreningen förbandets minne och traditioner.

### Minnesstenar
Regementet har ett flertal minnesstenar resta. Inne på den gamla mötesplatsen i Ljungbyhed restes den 10 maj 1923 en sten till minnes av regementes tid i Ljungbyhed. År 1919 restes en minnessten på kyrkogården vid Riseberga kyrka, till minne av det interneringsläger som fanns på Ljungbyhed. Den 19 oktober 1920 restes en minnessten på Bonnarps hed för två förolyckade flygförare som var officerare vid regementet. Den 13 september 1947 restes en minnessten söder om kanslihuset till minne av den personal som verkade vid regementet under andra världskriget. Den 5 maj 1973 restes en minnessten, vilken avtäcktes den 18 maj 1973, till minne av kasernetablissementets 50-årsjubileum. Den 3 juli 1976 avtäcktes en minnessten vid Herrevads kloster över de förband som verkat där. Vid kyrkplanen i Kristianstad har även minnesstenar rests till minne av regementet.

### Utmärkelsetecken
I samband med att regementet och dess brigad avvecklades instiftades 1994 Norra Skånska regementets (P 6/Fo 14) minnesmedalj (NSkånregMSM) i silver. Medaljen är av den 8:e storleken och bandet är rött med en smal gul rand på vardera sidan.

## Materiel vid förbandet

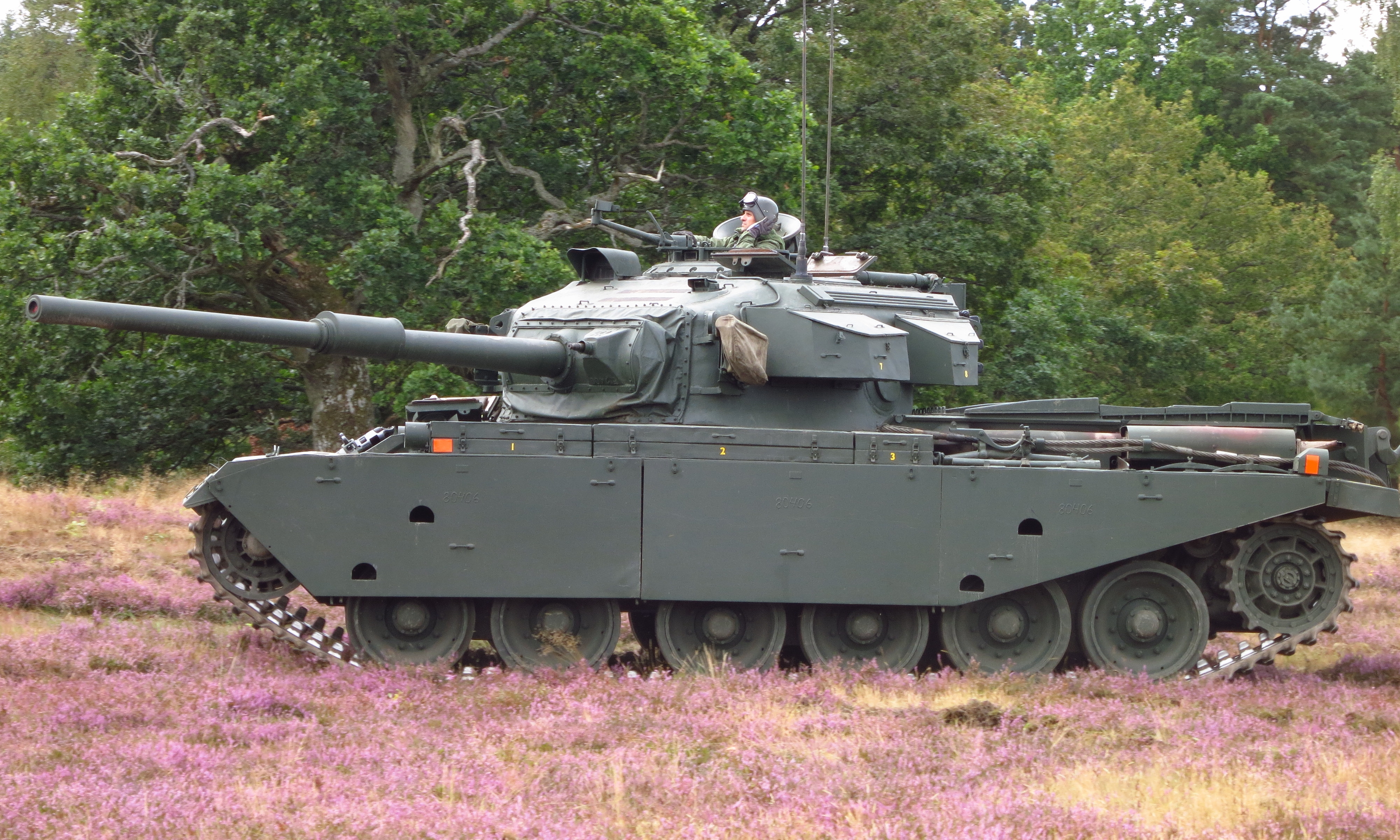
Stridsvagn 102

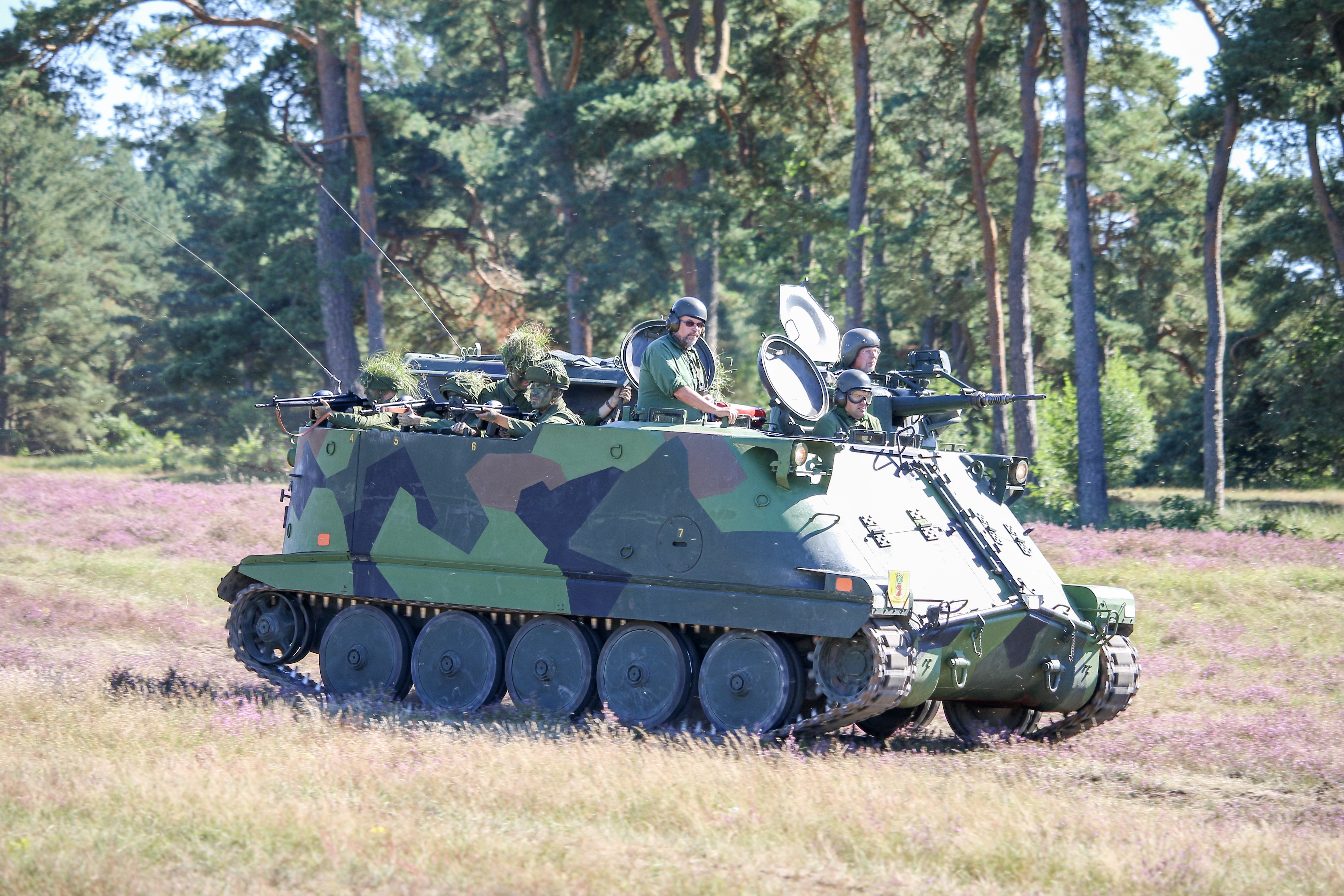
Pansarbandvagn 302

Stridsvagnarna och stridsfordonen som användes vid utbildning och uppsättning av brigadens aktiva tid var bland annat stridsvagn 81, stridsvagn 102 och stridsvagn 104 samt pansarbandvagn 301 och pansarbandvagn 302. I slutet av 1980-talet och fram till dess avveckling ansågs brigaden vara arméns slagkraftigaste brigad. Stridsvagnarna och stridsfordonen vid regementet och brigaden övergick till Gotlands regemente (P 18) för att modernisera Gotlandsbrigaden (MekB 18). Dock så kom stridsvagnarna att överföras till Södermanlandsbrigaden (MekB 10) innan de 1994 kom till Gotlandsbrigaden. Pansarbandvagnarna började redan 1992 att överföras till Gotland.

## Förbandschefer
Regementschefer verksamma åren 1963–1994

- 1963–1967: Curt T:son Alsterlund
- 1967–1977: Lars-Fritiof Melin
- 1977–1983: Curt Hasselgren
- 1983–1992: Nils Lundell
- 1992–1994: Jan Bergström

## Namn, beteckning och förläggningsort
| Kungl Norra skånska regementet | 1963-04-01 | – | 1974-12-31 |
| Norra skånska regementet       | 1975-01-01 | – | 1994-06-30 |

| P 6       | 1963-04-01 | – | 1975-06-30 |
| P 6/Fo 14 | 1975-07-01 | – | 1994-06-30 |

| Kristianstads garnison (F) | 1963-04-01 | – | 1994-06-30 |
| Näsby fält (Ö)             | 1963-04-01 | – | 1994-06-30 |
| Ripafältet (Ö)             | 1978-07-01 | – | 1994-06-30 |
| Rinkaby skjutfält (Ö)      | 1981-07-01 | – | 1994-06-30 |

## Kända personer som gjort värnplikt på P 6
- Sverker Göranson, general och tidigare överbefälhavare (värnplikt 1974).[25]
- Tony Stigsson, generalmajor.[26]
- Tony Ernst, journalist (värnplikt 1986)

## Galleri

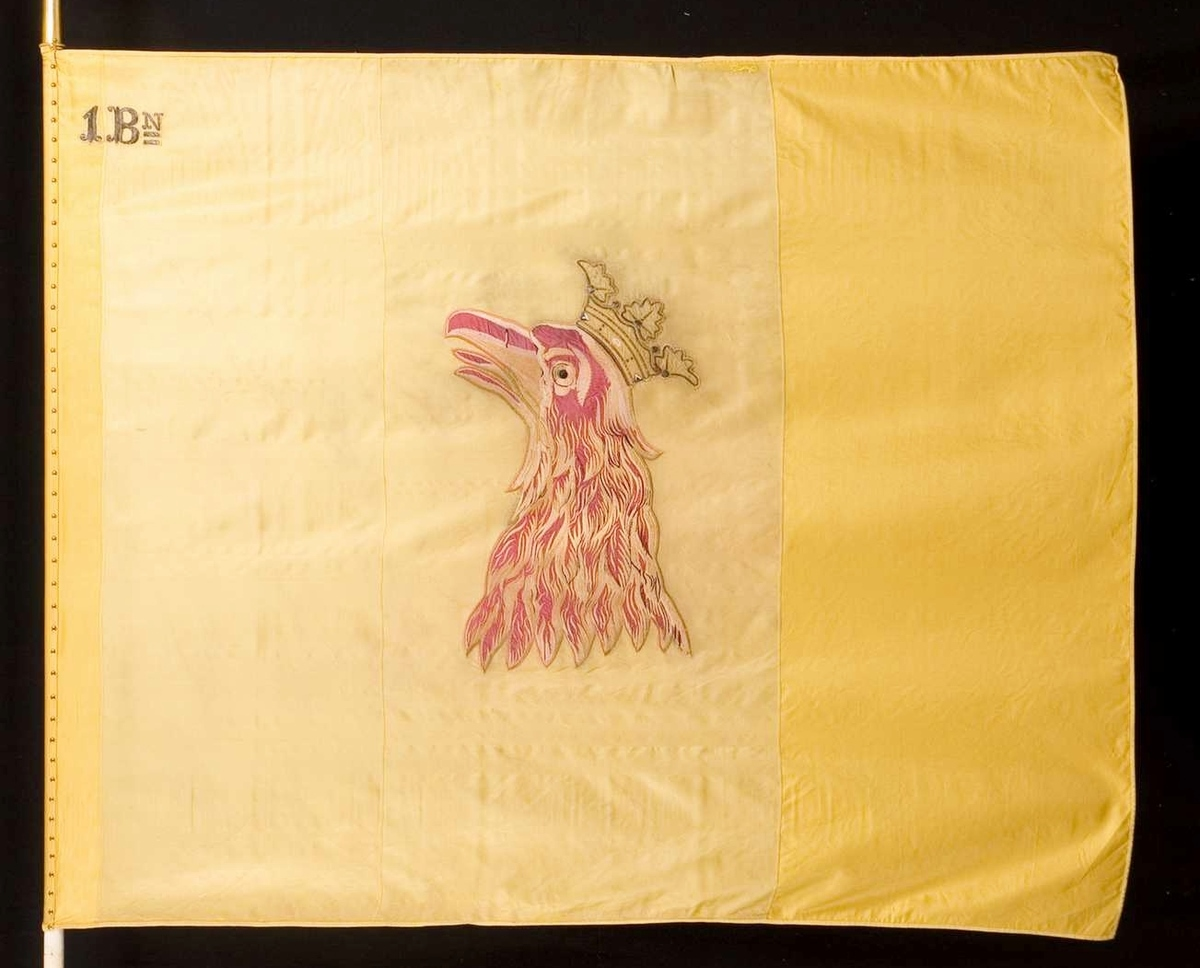
Fana m/1863, 1:a bataljonens fana, troppades 1971.
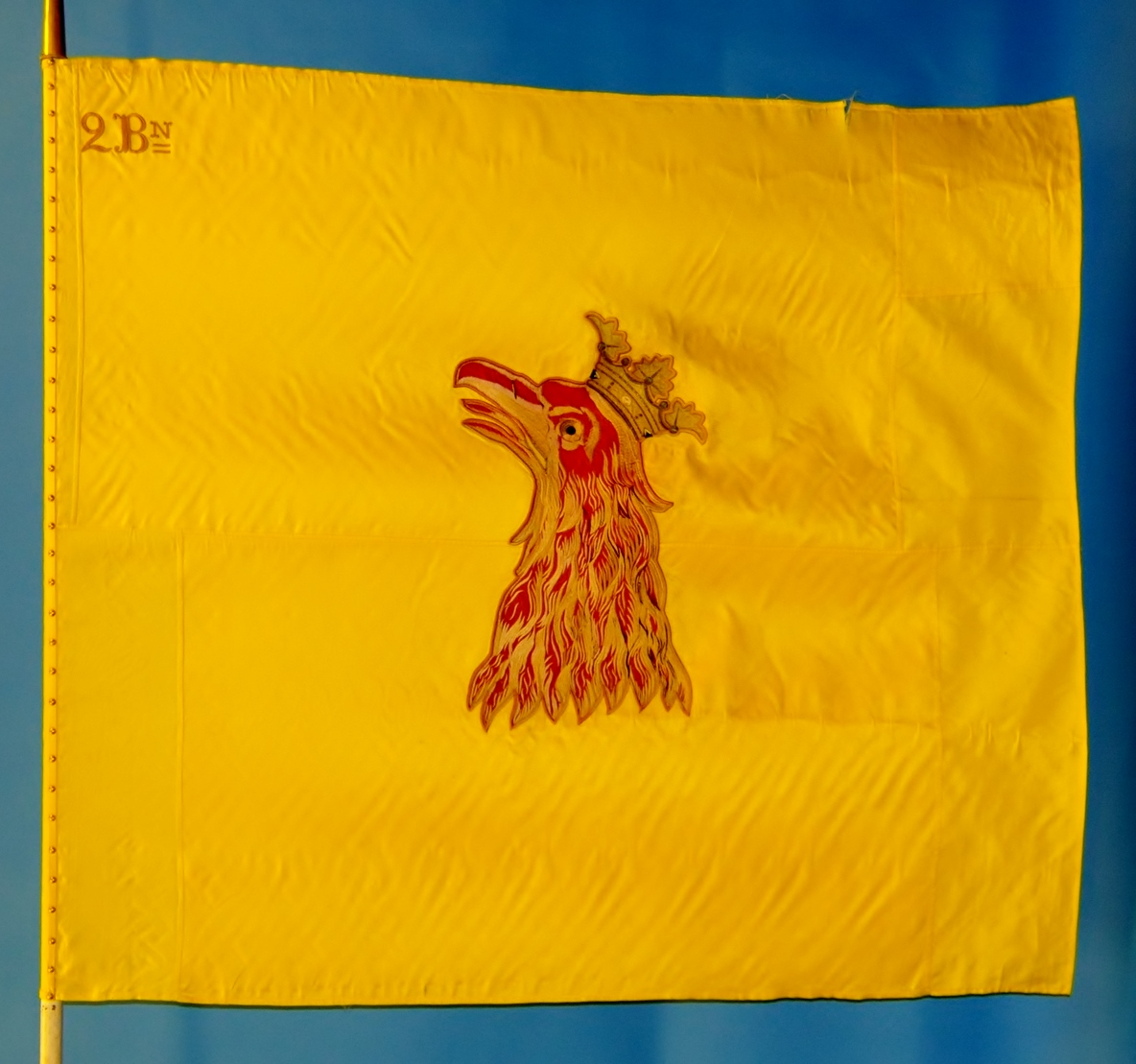
Fana m/1863, 2:a bataljonens fana, troppades 1971.
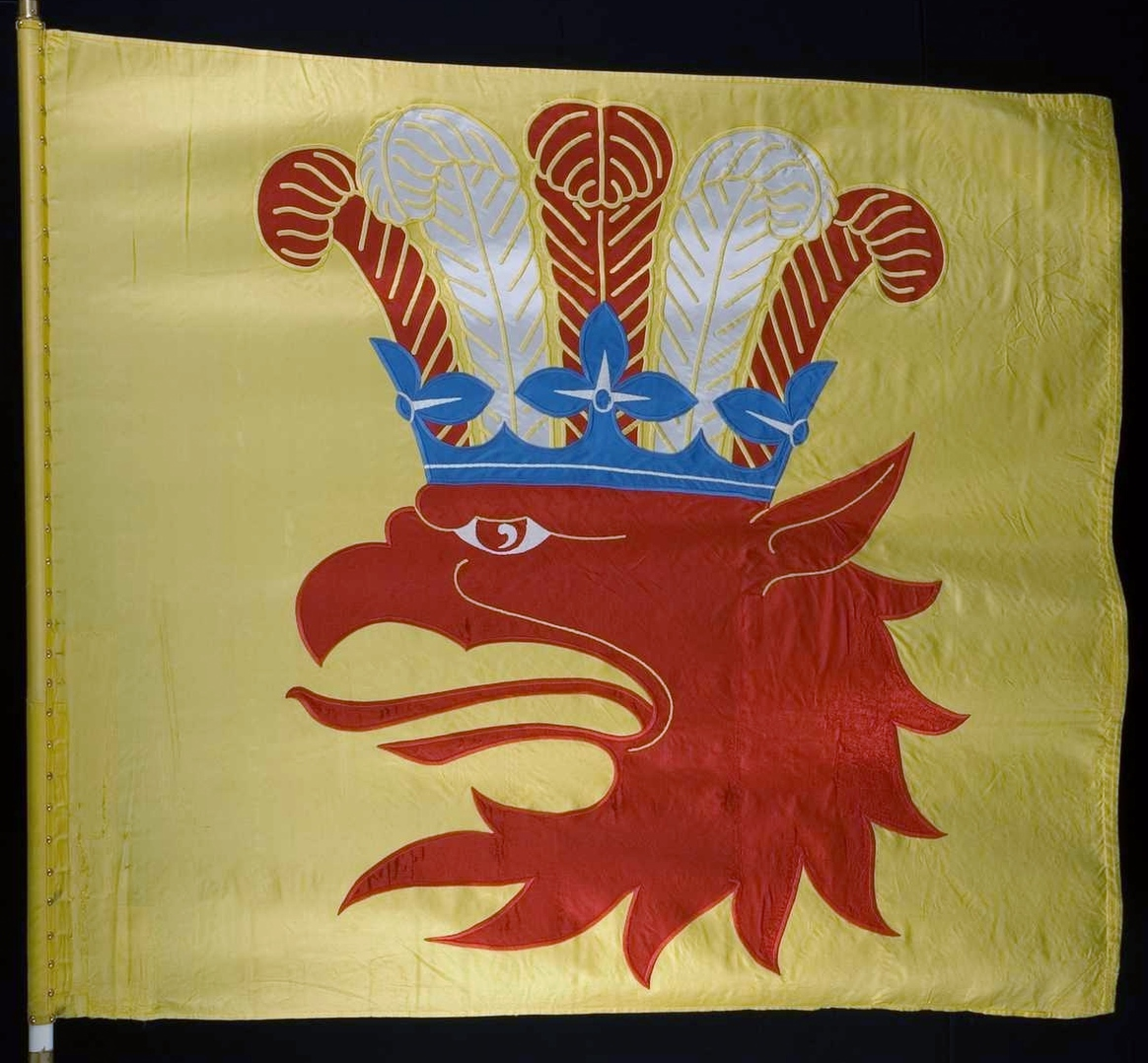
Fana m/1969, överlämnad 1971, troppades 1994.
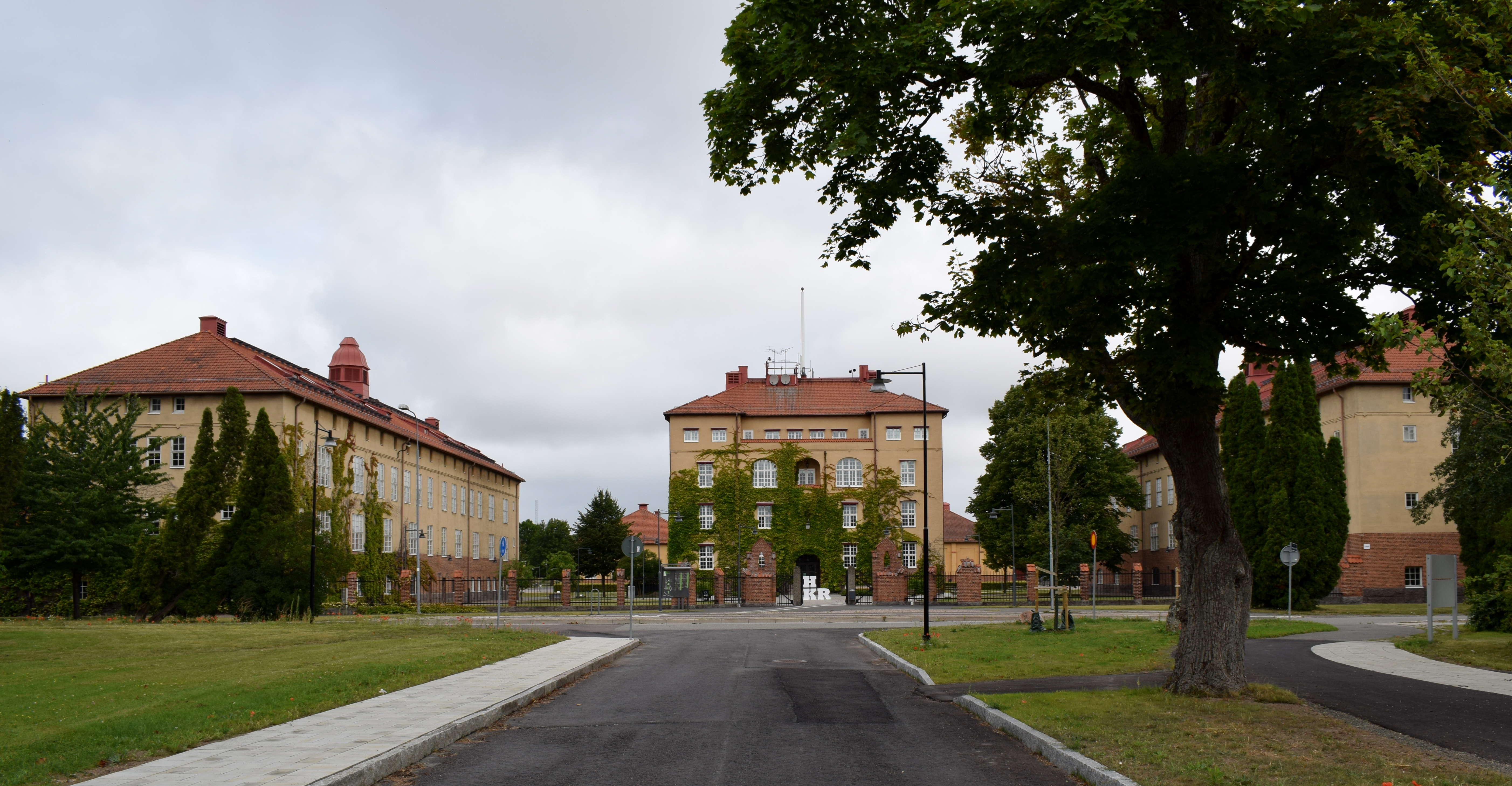
Regementets före detta kanslihus.
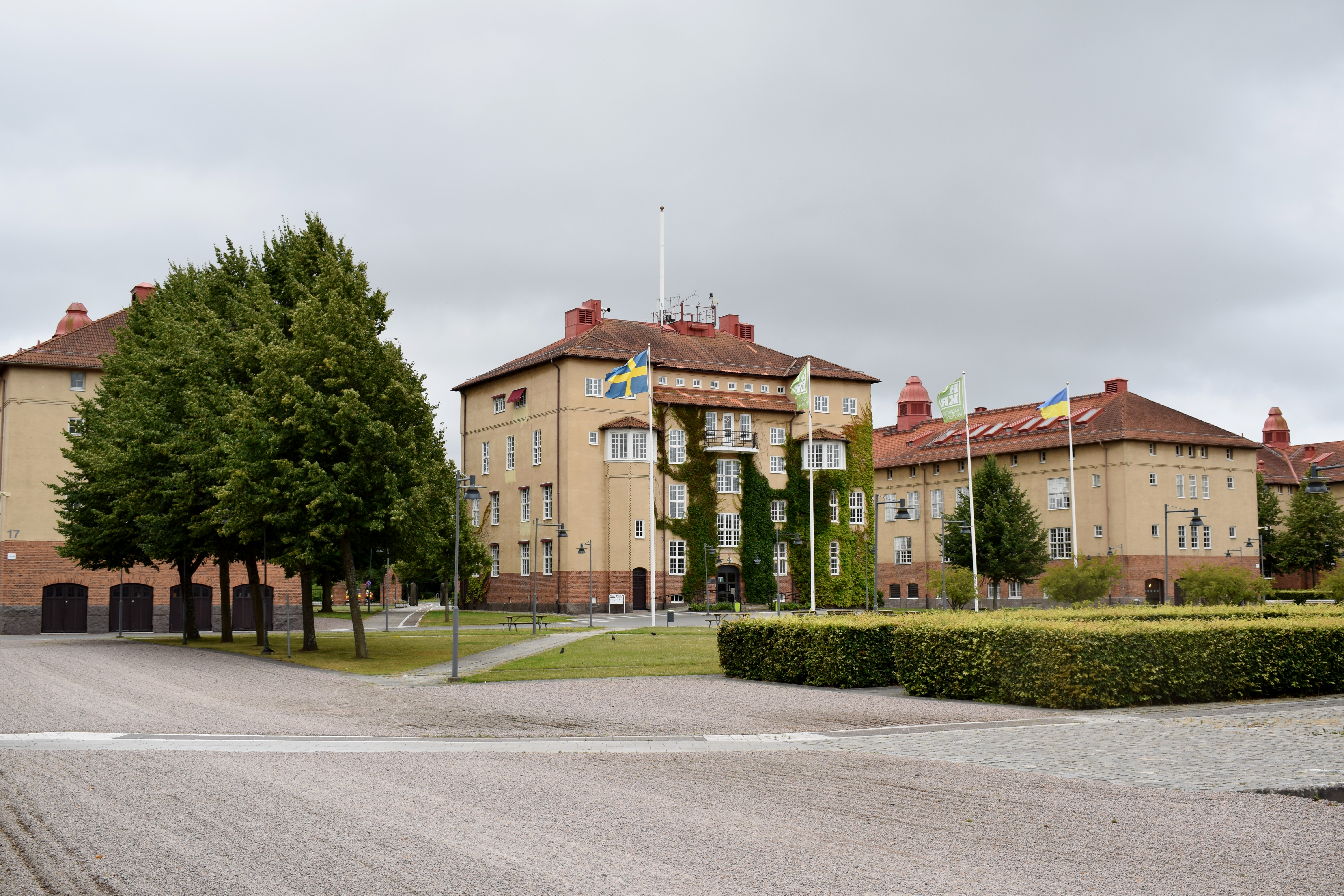
Regementets före detta kanslihus från kaserngården
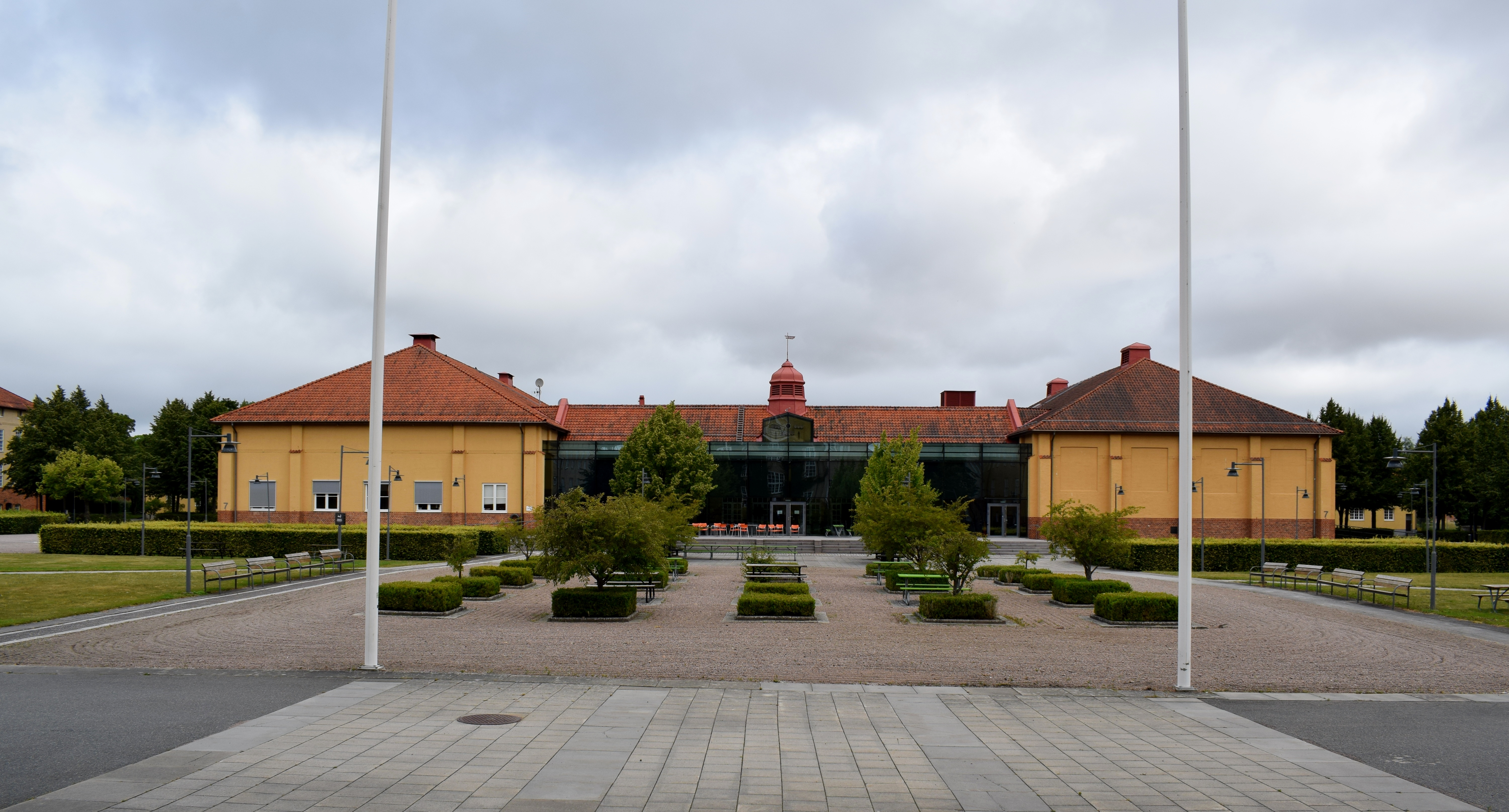
Matsalsbyggnaden vid regementet.
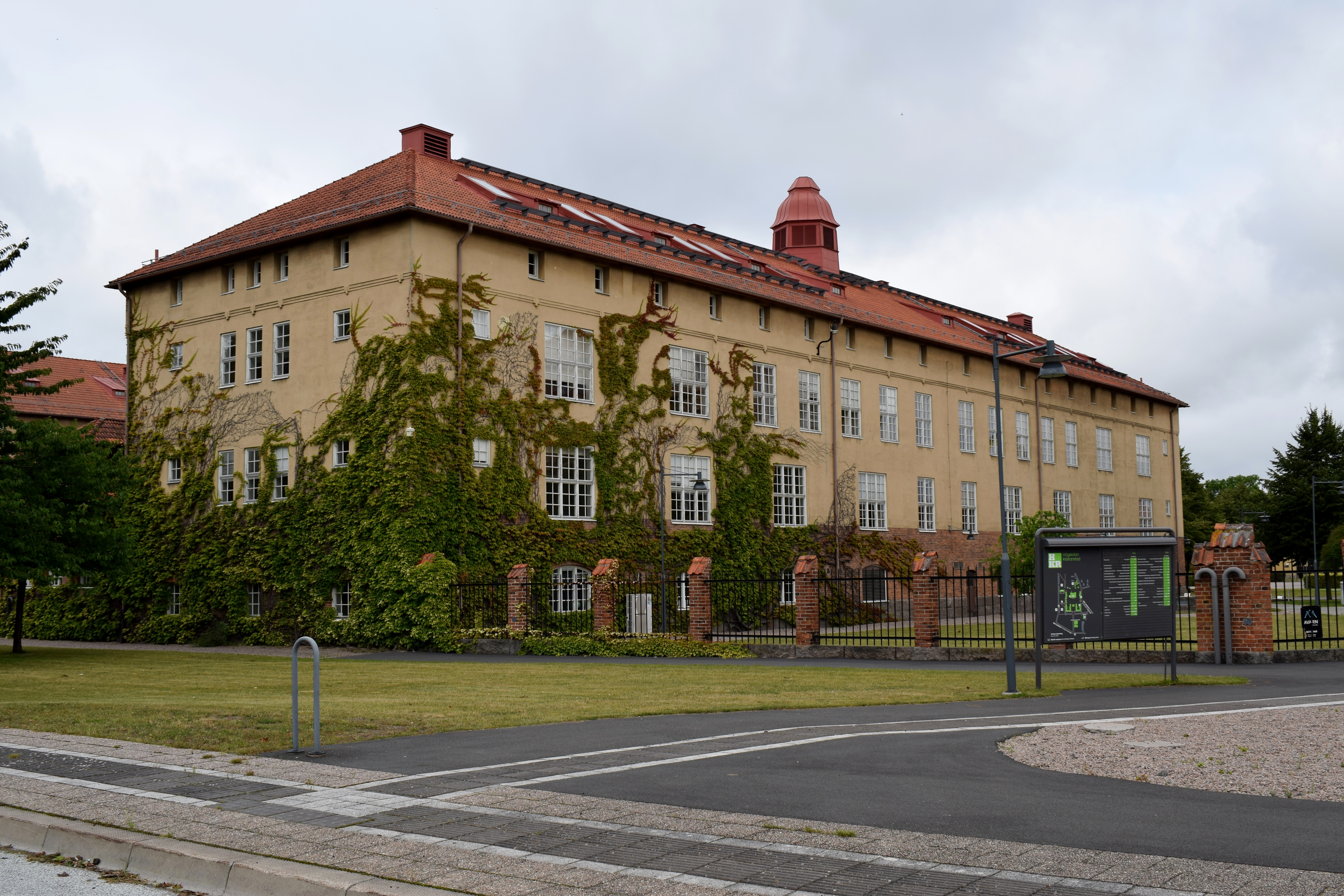
Kasern vid regementet.
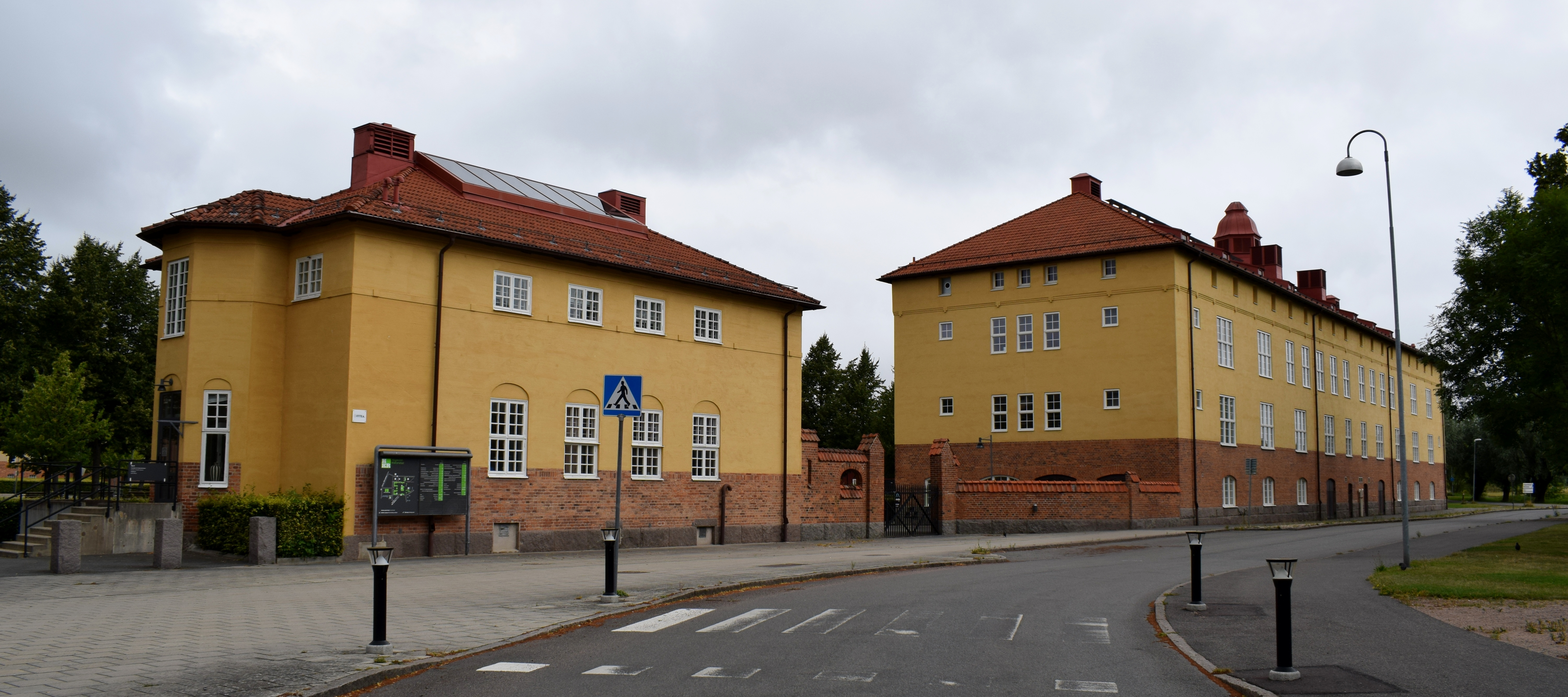
Kasern vid regementet.
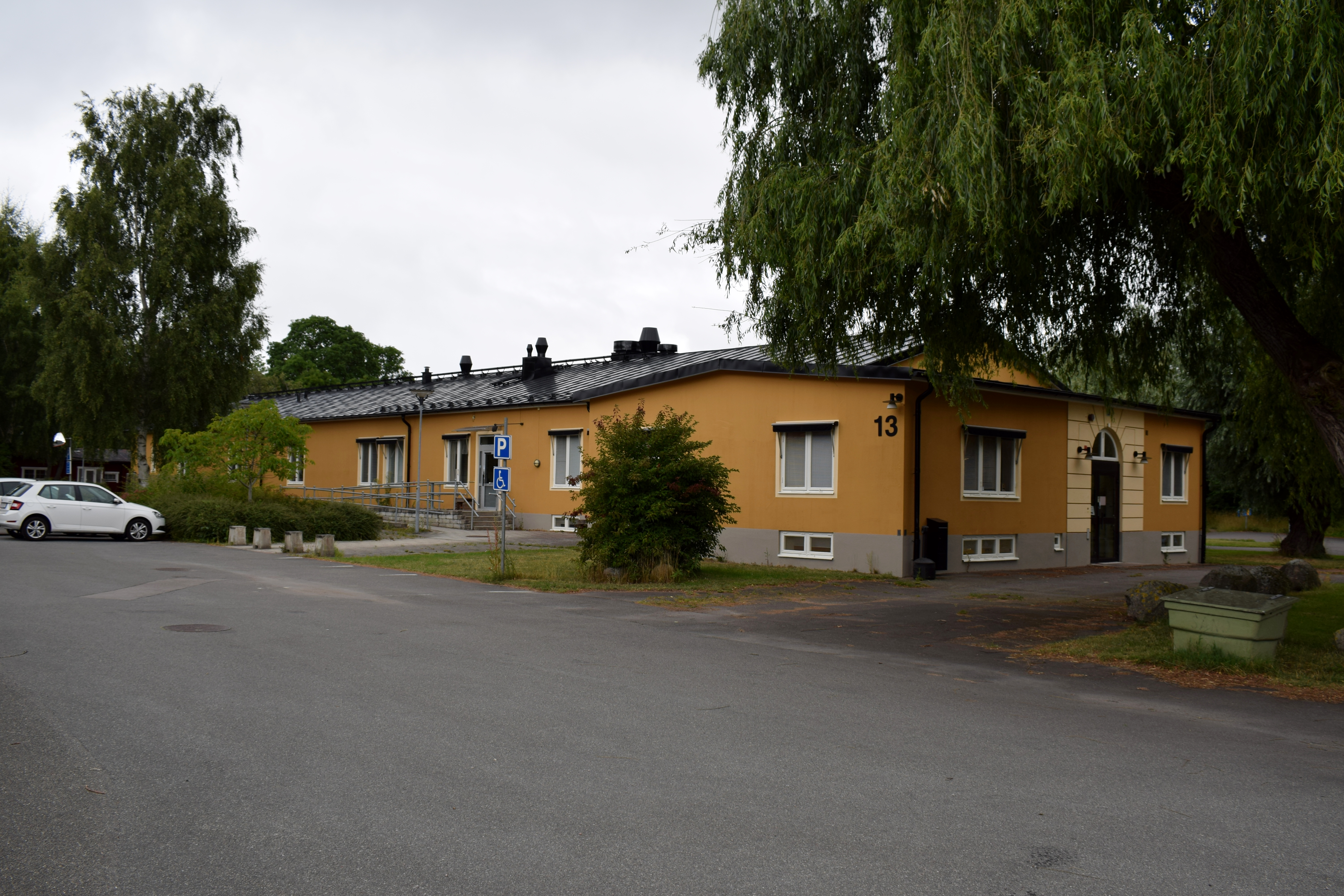
Det så kallade Ökenfortet.
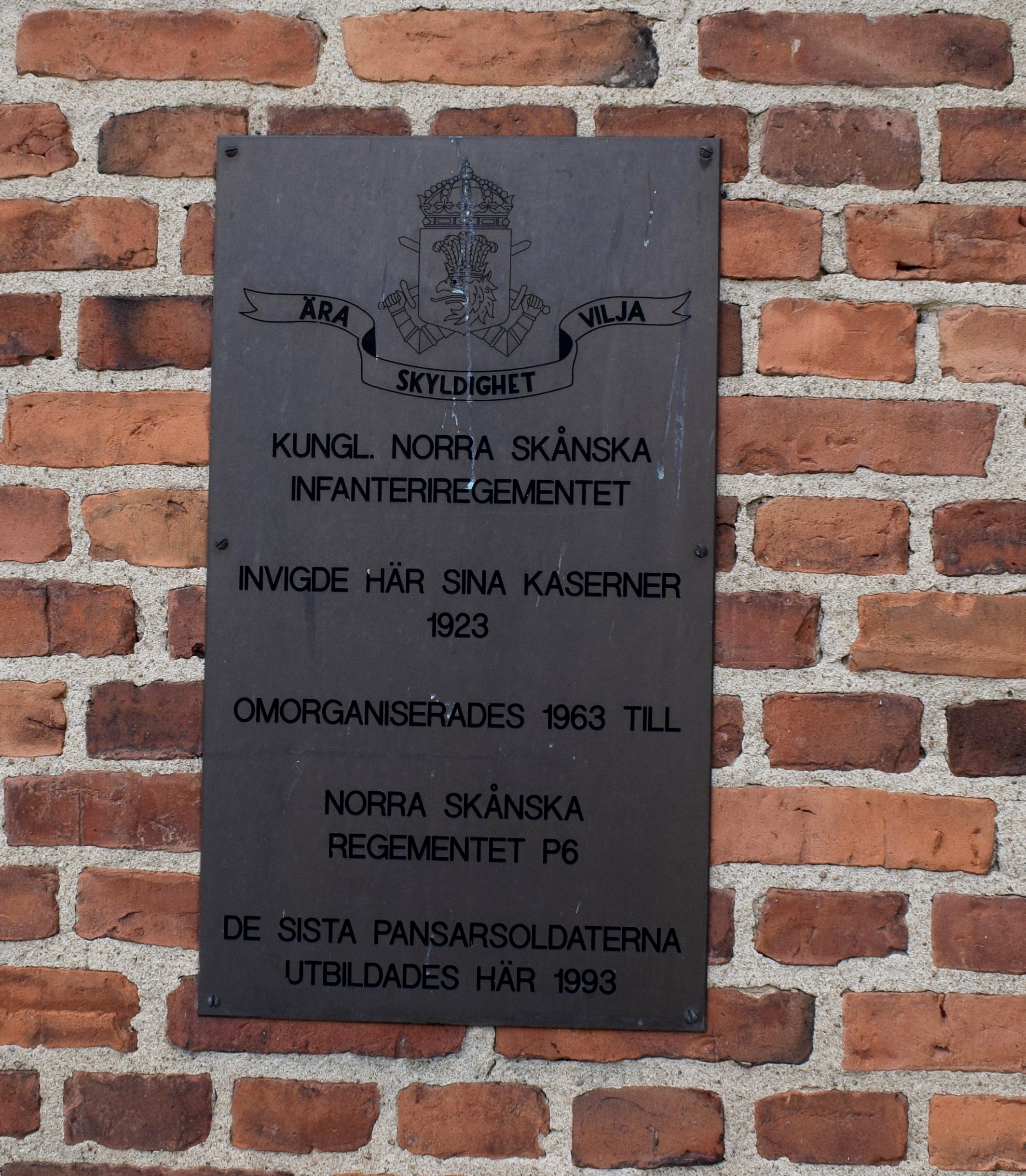
Minnesskylt av gul metall med regementets vapenbild och valspråk uppsatt på förbandets sista ”Regementets dag” 1993-05-18.
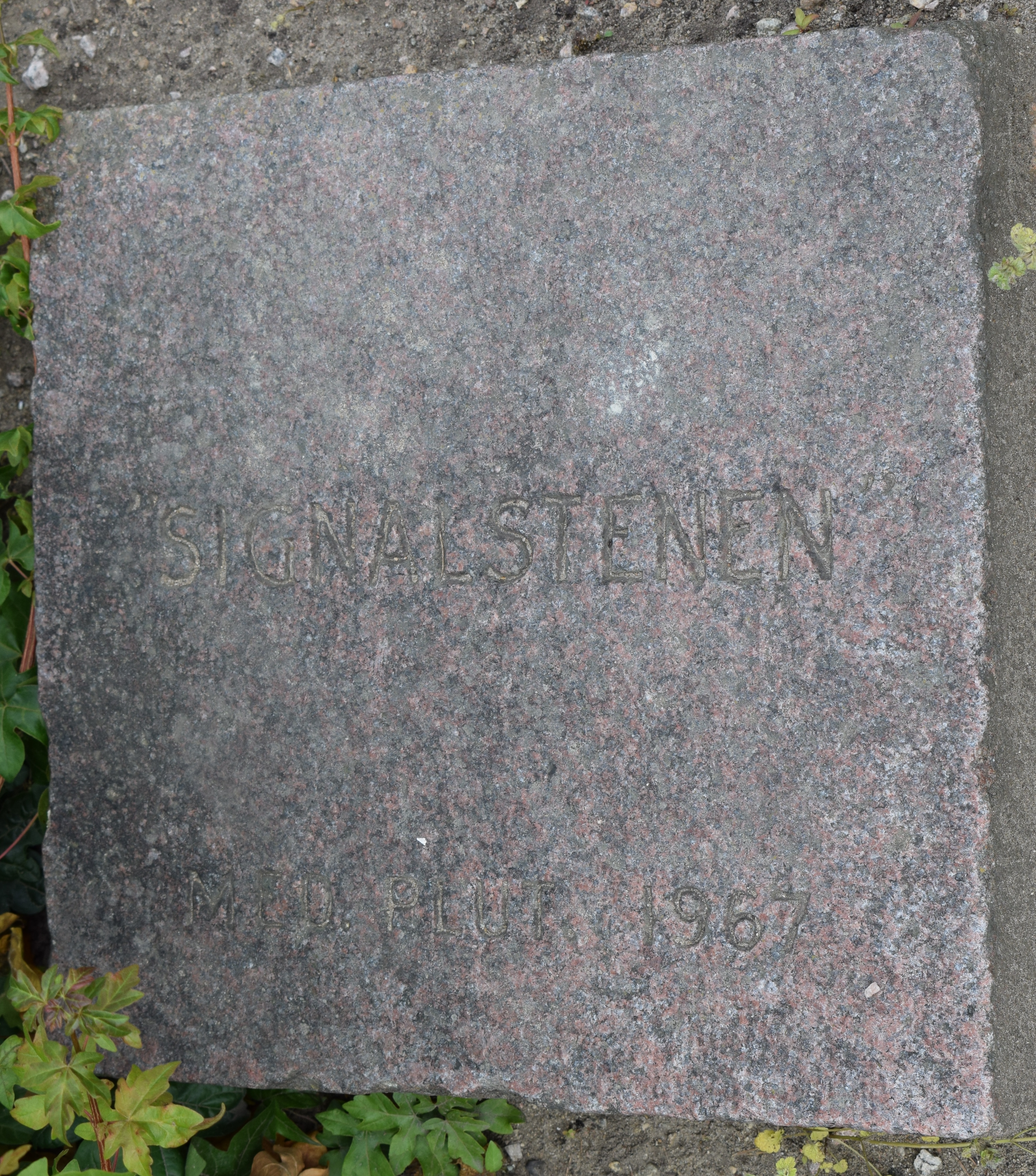
Signalsten på kaserngården.
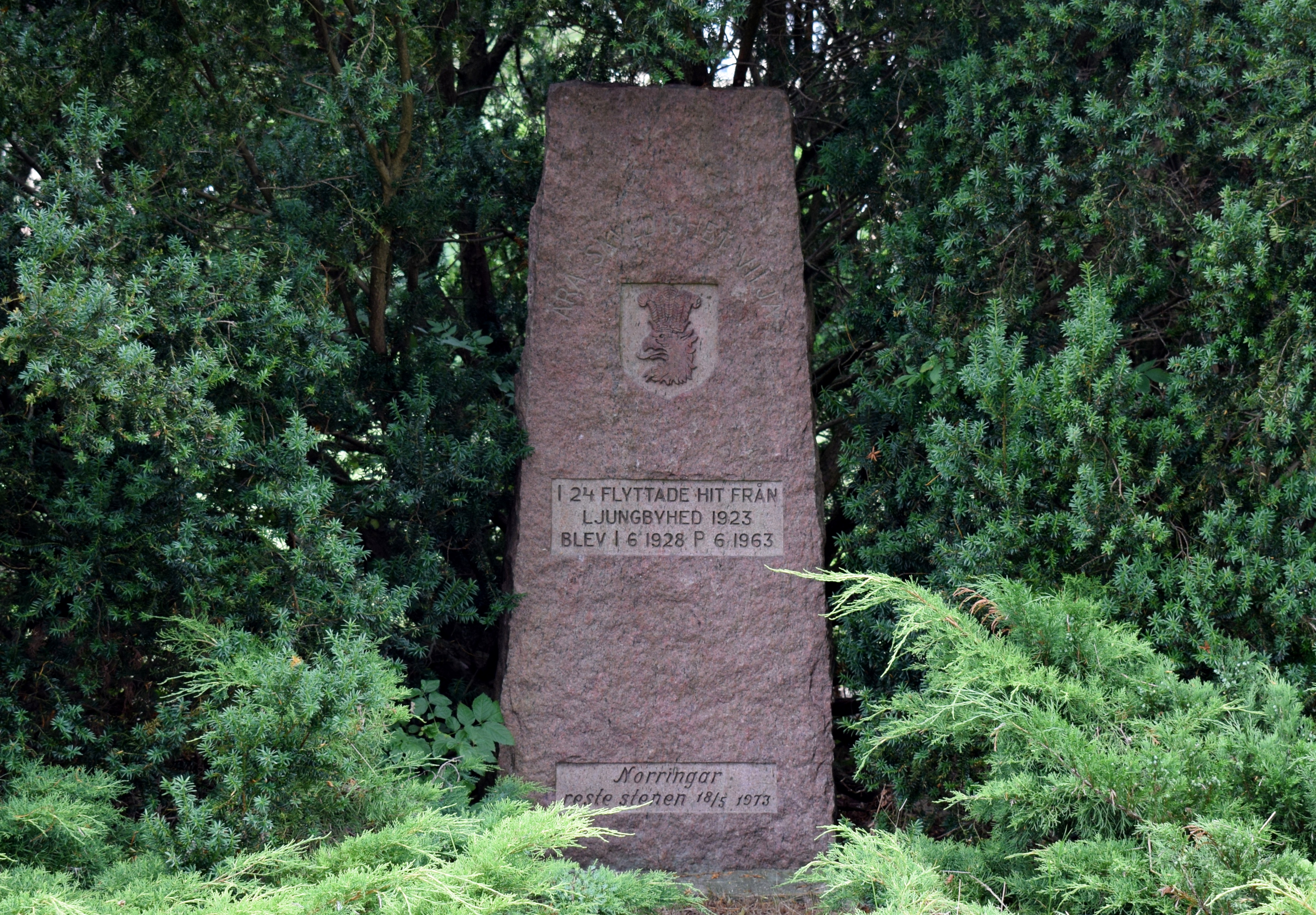
Minnesmärke av röd Vångagranit, med regementets vapenbild och valspråk rest vid regementets femtioårsjubileum i Näsby och tioårsjubileum som pansarregemente.
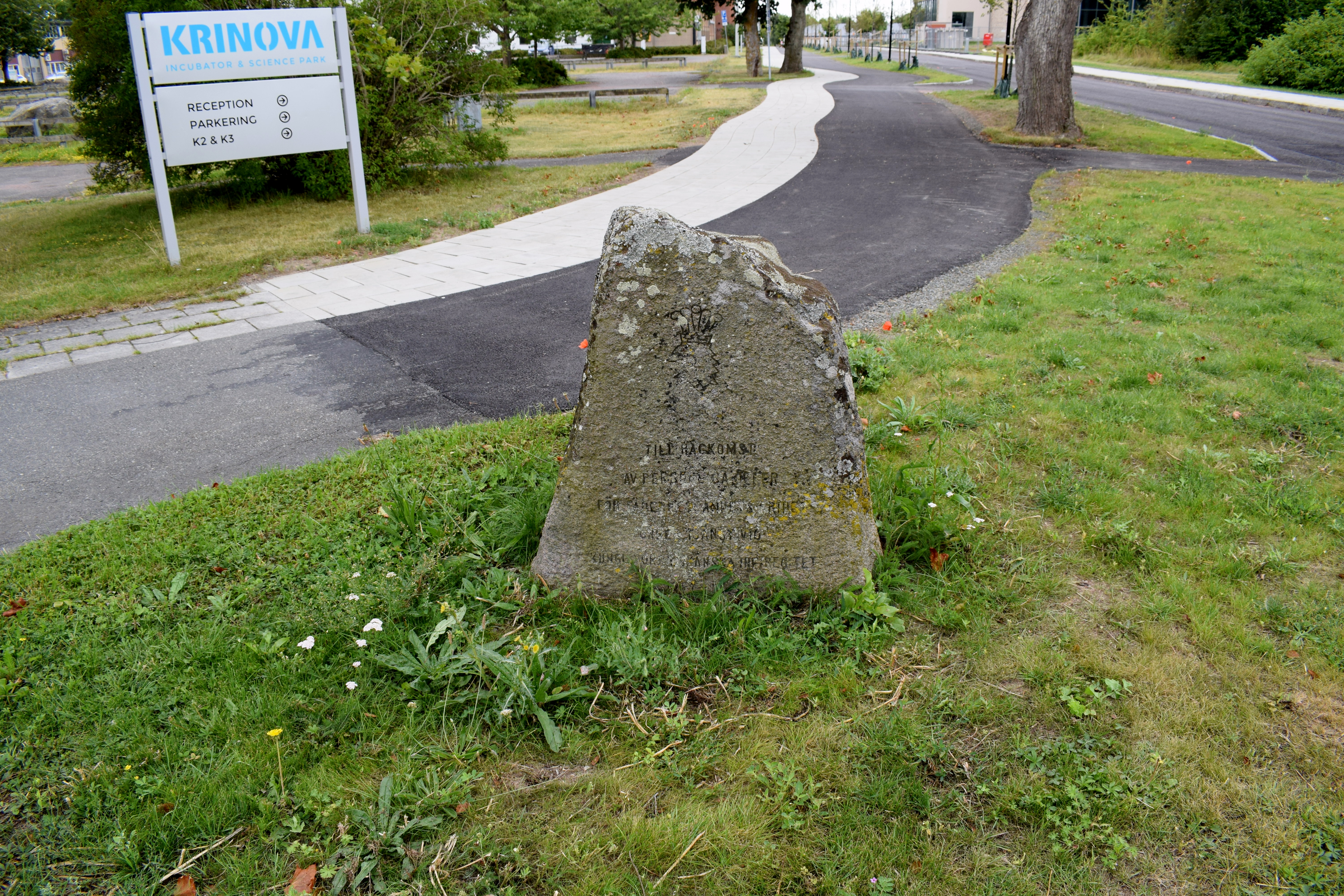
Minnesmärke av gråsten från Balsberget, rest på regementets högtidsdag 1947-09-13
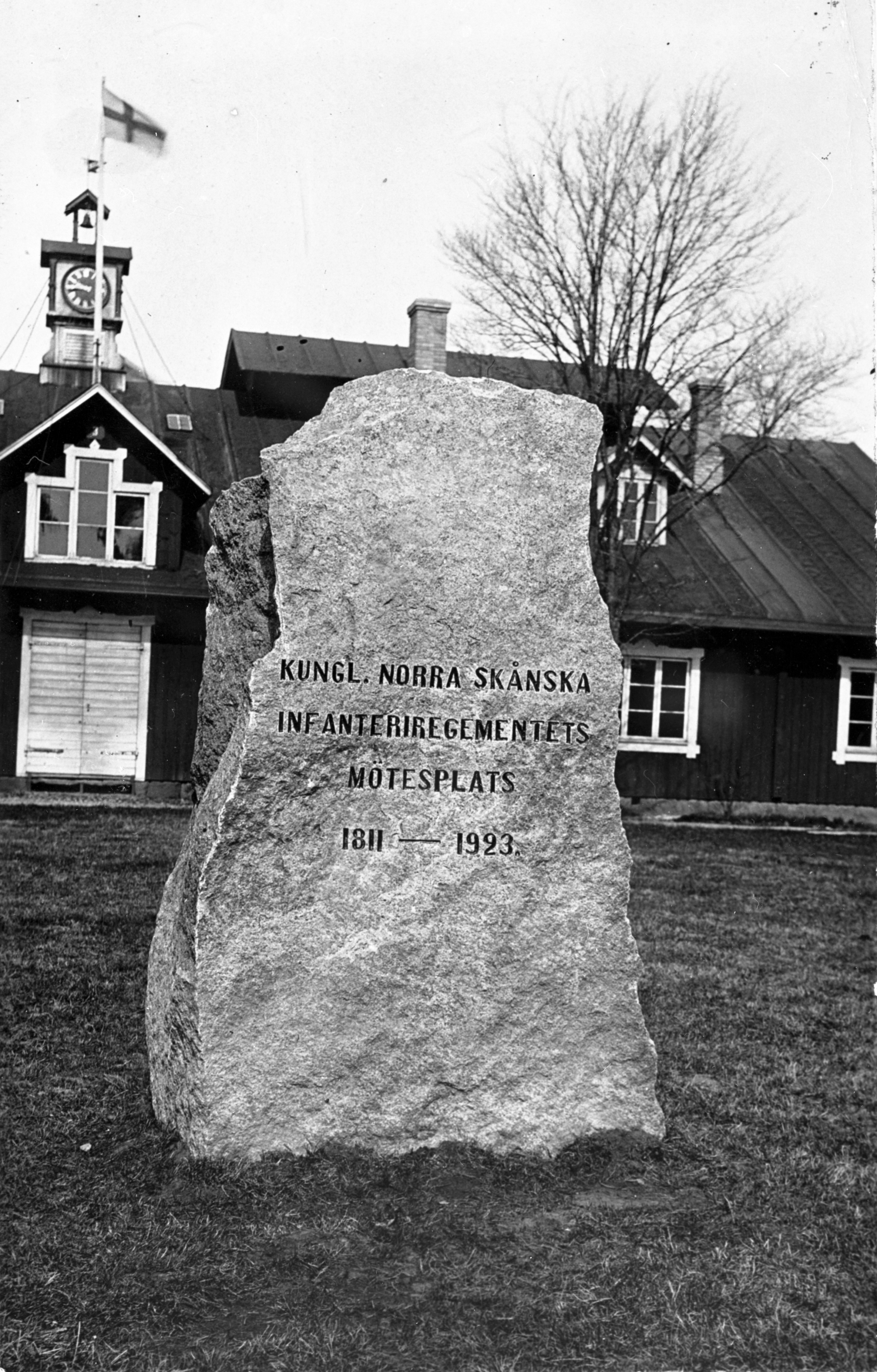
Minnessten över regementets tid i Ljungbyhed.